# Интеграл
Интегра́л (от лат. integer — букв. целый) — одно из важнейших понятий математического анализа, которое возникает при решении задач:
- о нахождении площади под кривой;
- пройденного пути при неравномерном движении;
- массы неоднородного тела, и тому подобных;
- а также в задаче о восстановлении функции по её производной (неопределённый интеграл)[2].

Упрощённо интеграл можно представить как аналог суммы для бесконечного числа бесконечно малых слагаемых. В зависимости от пространства, на котором задана подынтегральная функция, интеграл может быть двойной, тройной, криволинейный, поверхностный и так далее; также существуют разные подходы к определению интеграла — различают интегралы Римана, Лебега, Стилтьеса и другие.

## Интеграл функции одной переменной

### Неопределённый интеграл
Пусть дана {\displaystyle f(x)} — функция действительной переменной.
Неопределённым интегралом функции {\displaystyle f(x)}, или её первообразной, называется такая функция {\displaystyle F(x)}, производная которой равна {\displaystyle f(x)}, то есть {\textstyle F'(x)=f(x)}. Обозначается это так:
{\displaystyle F(x)=\int f(x)dx}
В этой записи {\textstyle \int } — знак интеграла, {\displaystyle f(x)} называется подынтегральной функцией, а {\displaystyle dx} — элементом интегрирования.

Операции интегрирования и дифференцирования обратны друг другу (анимация на примере линейной функции, нажмите для воспроизведения)

Первообразная существует не для любой функции. Легко показать, что по крайней мере все непрерывные функции имеют первообразную.
Поскольку производные двух функций, отличающихся на константу, совпадают, в выражение для неопределённого интеграла включают произвольную постоянную {\displaystyle C}, например
{\displaystyle \int x^{2}dx={\frac {x^{3}}{3}}+C,\qquad \int \cos(x)dx=\sin(x)+C}
Операция нахождения интеграла называется интегрированием. Операции интегрирования и дифференцирования обратны друг другу в следующем смысле:
{\displaystyle {\frac {d}{dx}}\int f(x)dx=f(x),\qquad \int {\frac {df(x)}{dx}}dx=f(x)+C}

### Определённый интеграл
Понятие определённого интеграла возникает в связи с задачей о нахождении площади криволинейной трапеции, нахождении пути по известной скорости при неравномерном движении и т. п.

Что такое интеграл, анимация

Рассмотрим фигуру, ограниченную осью абсцисс, прямыми {\displaystyle x=a} и {\displaystyle x=b} и графиком функции {\displaystyle y=f(x)}, называемую криволинейной трапецией (см. рисунок). Если по оси абсцисс отложено время, а по оси ординат — скорость тела, то площадь криволинейной трапеции есть пройденный телом путь.
Для вычисления площади этой фигуры естественно применить следующий приём. Разобьём отрезок {\displaystyle [a;b]} на меньшие отрезки точками {\displaystyle x_{i}},
такими что {\displaystyle a=x_{0}<...<x_{i}<x_{i+1}<...<x_{n}=b},
а саму трапецию — на ряд узких полосок, лежащих над отрезками {\displaystyle [x_{i};x_{i+1}]}. Возьмём в каждом отрезке по произвольной точке {\displaystyle \xi _{i}\in [x_{i};x_{i+1}]}. Ввиду того, что длина {\displaystyle i}-го отрезка {\displaystyle \Delta x_{i}=x_{i+1}-x_{i}} мала, будем считать значение функции {\displaystyle f(x)} на нём примерно постоянным и равным {\displaystyle y_{i}=f(\xi _{i})} (кусочно-постоянная интерполяция). Площадь криволинейной трапеции будет приблизительно равна площади ступенчатой фигуры, изображённой на рисунке:
{\displaystyle S\approx \sum _{i=0}^{n-1}y_{i}\Delta x_{i}\qquad (*)}
Если же теперь увеличивать число точек разбиения, так, чтобы длины всех отрезков неограниченно убывали ({\displaystyle \max \Delta x_{i}\to 0}), площадь ступенчатой фигуры будет всё ближе к площади криволинейной трапеции.
Поэтому мы приходим к такому определению:
Если существует независимо от выбора точек разбиения отрезка и точек {\displaystyle \xi _{i}} предел суммы (*) при стремлении длин всех отрезков к нулю, то такой предел называется определённым интегралом (в смысле Римана) от функции {\displaystyle f(x)} по отрезку {\displaystyle [a;b]} и обозначается
{\displaystyle \int \limits _{a}^{b}f(x)dx}
Сама функция при этом называется интегрируемой (в смысле Римана) на отрезке {\displaystyle [a;b]}. Суммы вида (*) называются интегральными суммами.
Примеры интегрируемых функций:
- непрерывные функции
- функции, имеющие лишь конечное число разрывов первого рода
- монотонные функции.

Пример неинтегрируемой функции: функция Дирихле (1 при {\displaystyle x} рациональном, 0 при иррациональном). Поскольку множество рациональных чисел всюду плотно в {\displaystyle {\mathbb {R} }}, выбором точек {\displaystyle \xi _{i}} можно получить любое значение интегральных сумм от 0 до {\displaystyle b-a}.
Между определённым и неопределённым интегралом имеется простая связь. А именно, если
{\displaystyle \int f(x)dx=F(x)+C}
то
{\displaystyle \int \limits _{a}^{b}f(x)dx=F(b)-F(a)}

Интеграл как площадь криволинейной трапеции

Это равенство называется формулой Ньютона-Лейбница.

## Интеграл в пространствах большей размерности

### Двойные и кратные интегралы

Двойной интеграл как объём цилиндрического бруса

Понятие двойного интеграла возникает при вычислении объёма цилиндрического бруса,
подобно тому, как определённый интеграл связан с вычислением площади криволинейной трапеции.
Рассмотрим некоторую двумерную фигуру {\displaystyle D} на плоскости {\displaystyle XY} и заданную на ней функцию двух переменных {\displaystyle f(x,y)}.
Понимая эту функцию как высоту в данной точке, поставим вопрос о нахождении объёма получившегося тела (см. рисунок).
По аналогии с одномерным случаем, разобьём фигуру {\displaystyle D} на достаточно малые области {\displaystyle d_{i}},
возьмём в каждой по точке {\displaystyle \xi _{i}=(x_{i},y_{i})} и составим интегральную сумму
{\displaystyle \sum _{i}f(x_{i},y_{i})S(d_{i})}
где {\displaystyle S(d_{i})} — площадь области {\displaystyle d_{i}}. Если существует, независимо от выбора разбиения и точек {\displaystyle \xi _{i}},
предел этой суммы при стремлении диаметров областей к нулю, то такой предел называется двойным интегралом
(в смысле Римана) от функции {\displaystyle f(x,y)} по области {\displaystyle D} и обозначается
{\displaystyle \int \limits _{D}f(x,y)dS}, {\displaystyle \int \limits _{D}f(x,y)dxdy}, или {\displaystyle \iint \limits _{D}f(x,y)dxdy}
Объём цилиндрического бруса равен этому интегралу.

## Применение
К понятию интеграла естественным образом приводит также задача о массе неоднородного тела.
Так, масса тонкого стержня с переменной плотностью {\displaystyle \rho (x)} даётся интегралом
{\displaystyle M=\int \rho (x)dx}
в аналогичном случае плоской фигуры
{\displaystyle M=\iint \rho (x,y)dxdy}
и для трёхмерного тела
{\displaystyle M=\iiint \rho (x,y,z)dxdydz}

## Обобщения
Вызваны прежде всего стремлением расширить круг интегрируемых функций.

### Интеграл Дарбу
Отказавшись от однозначного сопоставления функции её определенного интеграла, Дарбу сделал интегрируемыми все конечные функции. Это верно и для кратных интегралов Дарбу. Для каждой конечной неинтегрируемой по Риману функции их два, для интегрируемой оба совпадают.

### Интеграл Лебега
В основе определения интеграла Лебега лежит понятие {\displaystyle \sigma }-аддитивной меры.
Мера является естественным обобщением понятий длины, площади и объёма.
Интеграл Лебега функции {\displaystyle f}, определённой на пространстве {\displaystyle X} по мере {\displaystyle \mu }, обозначают
{\displaystyle \int \limits _{X}f\mu }, {\displaystyle \int \limits _{x\in X}f(x)\mu } или {\displaystyle \int \limits _{X}f(x)\mu (dx)},
последние два обозначения употребляют, если необходимо подчеркнуть, что интегрирование ведётся по переменной {\displaystyle x}.
Однако, часто пользуются следующим не вполне правильным обозначением
{\displaystyle \int \limits _{X}fd\mu .}
Полагая меру отрезка (прямоугольника, параллелепипеда) равной его длине (площади, объёму), а меру конечного либо счётного объединения непересекающихся отрезков (прямоугольников, параллелепипедов), соответственно, сумме их мер, и продолжая эту меру на более широкий класс измеримых множеств, получим т. наз. Лебегову меру на прямой (в {\displaystyle {\mathbb {R} }^{2}}, в {\displaystyle {\mathbb {R} }^{3})}.
Естественно, в этих пространствах можно ввести и другие меры, отличные от Лебеговой. Меру можно ввести также на любом абстрактном множестве.
В отличие от интеграла Римана, определение интеграла Лебега остаётся одинаковым для всех случаев.
Идея его состоит в том, что при построении интегральной суммы значения аргумента группируются не по близости к друг другу (как в определении по Риману), а по близости соответствующих им значений функции.
Пусть есть некоторое множество {\displaystyle X}, на котором задана {\displaystyle \sigma }-аддитивная мера {\displaystyle \mu }, и функция {\displaystyle f:X\to {\mathbb {R} }}.
При построении интеграла Лебега рассматриваются только измеримые функции, то есть такие, для которых множества
{\displaystyle E_{a}=\{x\in X:f(x)<a\}}
измеримы для любого {\displaystyle a\in {\mathbb {R} }} (это эквивалентно измеримости прообраза любого борелевского множества).
Сначала интеграл определяется для ступенчатых функций, то есть таких, которые принимают конечное или счётное число значений {\displaystyle a_{i}}:
{\displaystyle \int \limits _{X}f\mu =\sum _{i}a_{i}\mu (f^{-1}(a_{i}))}
где {\displaystyle f^{-1}(a_{i})} — полный прообраз точки {\displaystyle a_{i}}; эти множества измеримы в силу измеримости функции. Если этот ряд абсолютно сходится, ступенчатую функцию {\displaystyle f} назовём интегрируемой в смысле Лебега.
Далее, назовём произвольную функцию {\displaystyle f} интегрируемой в смысле Лебега, если существует последовательность интегрируемых ступенчатых функций {\displaystyle f_{n}}, равномерно сходящаяся к {\displaystyle f}. При этом последовательность их интегралов также сходится; её предел и будем называть интегралом Лебега от функции {\displaystyle f} по мере {\displaystyle \mu }:
{\displaystyle \int \limits _{X}f\mu =\lim \int \limits _{X}f_{n}\mu }
Если рассматривать функции на {\displaystyle {\mathbb {R} }^{n}} и интеграл по мере Лебега, то все функции, интегрируемые в смысле Римана, будут интегрируемы и в смысле Лебега.
Обратное же неверно (например, функция Дирихле не интегрируема по Риману, но интегрируема по Лебегу, так как равна нулю почти всюду).
Фактически, любая ограниченная измеримая функция интегрируема по Лебегу.

### Интегралы Данжуа — Перрона, Курцвейля — Хенстока и Мак-Шейна
Интеграл Данжуа — Перрона из-за сложности определения ныне не в ходу, но он успешно решал классическую задачу интегрального исчисления — задачу восстановления первообразной по конечной производной; интеграл Лебега решает эту задачу лишь для суммируемой производной. Он не только расширил круг интегрируемых функций, но и завершил согласование двух классических подходов к интегрированию, отраженных подробнее выше: один рассматривает интегрирование как обращение дифференцирования, а другой — как конструктивный процесс вычисления, включающий суммирование и предельные переходы. Далее обобщение понятия разбиения по Риману с помощью функции масштаба позволило очень просто определить интеграл Хенстока — Курцвейля, на отрезке эквивалентный интегралу Данжуа — Перрона. Максимально расширил круг интегрируемых функций интеграл Мак-Шейна, при этом упростив свое определение отказом от идущего с Римана требования, чтобы связанный с отрезком разбиения аргумент {\displaystyle f(x)} находился на этом отрезке. На действительной прямой он эквивалентен определенному интегралу Лебега. Все эти интегралы ныне так же, как интеграл Римана, обобщены и "по Стилтьесу".

### Интегралы дробной кратности
Неклассические задачи математики и механики (фрактальный анализ, вязко-упругие среды) понудили ввести для действительной {\displaystyle f(x)} понятие первообразной не только дробного, но и комплексного порядка.

### Интегралы банаховозначных функций и функций невещественной переменной
До сих пор предполагалось, что {\displaystyle f(x)} — числовая функция, определенная на действительных прямой, плоскости или в пространстве. Но интегрируемую в одном из рассмотренных значений {\displaystyle f(x)} можно определить и на комплексной плоскости, и на многообразии, и на топологической группе (интеграл Хаара). Можно, наоборот, сохранив действительную область определения, допустить, что интегрируемая по Курцвейлю-Хенстоку/ Мак-Шейну {\displaystyle f(x)} принимает значения в банаховом пространстве; специально для таких функций существует интеграл Бохнера. Отдельную область составляют интегралы случайных переменных и процессов - стохастический анализ, пионер — Itô)

## Историческая справка
Основные понятия интегрального исчисления введены в работах Ньютона и Лейбница в конце XVII века (первые публикации состоялись в 1675 году). Лейбницу принадлежит обозначение интеграла {\textstyle \int ydx}, напоминающее об интегральной сумме, как и сам символ {\textstyle \int }, от буквы ſ («длинная s») — первой буквы в латинском слове summa (тогда ſumma, сумма). Сам термин «интеграл» предложен Иоганном Бернулли, учеником Лейбница. Обозначение пределов интегрирования в виде {\textstyle \int _{a}^{b}} введено Фурье в 1820 году.
Значительное влияние на исследования интегральных исчислений и интегрирования рациональных функций оказало появление метода Остроградского (1844), от которого отталкивались почти все последующие математики.
Строгое определение интеграла для случая непрерывных функций сформулировано Коши в 1823, а для произвольных функций — Риманом в 1853. Риман развил и Жозефа Лиувилля, первым рассмотревшего дробное интегрирование в 1832.
Определение интеграла в смысле Лебега впервые дано Лебегом в 1902 году (для случая функции одной переменной и меры Лебега) вслед за во многом предвосхитившем его Стилтьесом (1894). Во второй половине XX века над обобщением понятия интеграла работали Курцвейль, Хенсток и Макшейн, стохастический анализ интенсивно развивается с 1990-х для нужд физики и финансовой математики.